# Municipio de Sand Hill (Carolina del Norte)
El municipio de Sand Hill (en inglés: Sand Hill Township) es un municipio ubicado en el  condado de Lenoir en el estado estadounidense de Carolina del Norte. En el año 2010 tenía una población de 1.256 habitantes.

## Geografía
El municipio de Sand Hill se encuentra ubicado en las coordenadas 35°8′18.59″N 77°42′55.91″O / 35.1384972, -77.7155306.